# Паула, Пауло Роберто
Пауло Роберто Паула — бразильский бегун на длинные дистанции конголезского происхождения. На олимпийских играх 2012 года 8-е место в марафоне с результатом 2:12.17. Занял 17-е место на Амстердамском марафоне 2011 года с результатом 2:13.15.
На марафоне в Падуе 2012 года занял 3-е место с личным рекордом — 2:10.23. Занял 7-е место на чемпионате мира 2013 года в Москве, показав время 2:11.40.
Личный рекорд в полумарафоне — 1:02.30